# Tiphobiosis veniflex
Tiphobiosis veniflex là một loài Trichoptera trong họ Hydrobiosidae. Chúng phân bố ở miền Australasia.